# Antonietta Pallerini
Antonietta Pallerini (Pesaro, 25 giugno 1790 – Milano, 11 gennaio 1870) è stata una ballerina italiana.

## Biografia
Discendente da una famiglia di ballerini, imparò i primi passi dal padre e debuttò a Milano da bambina. Successivamente fu scoperta da Gaetano Gioia, che la portò alla Scala. Qui trovò la protezione del coreografo Salvatore Viganò, che a partire dal celebre Prometeo del 1813 (un rifacimento, con altri generi musicali, del balletto beethoviano Le creature di Prometeo del 1801) rese Antonietta protagonista delle sue opere coreografiche.
Molto apprezzata per la sua forza espressiva lirica, si distinse anche grazie al Gabriella di Vergy di Gaetano Gioia (1819) e a Ines di Castro di Antonio Cortesi (1823). Si esibì anche a Londra. Carlo Ritorni l'ha definita "la prima ballerina seria assoluta" e anche "la più gloriosa delle attrici italiane di tutti i generi".